# Punktmutation
Punktmutation eller genmutation är en mutation som inträffar när en nukleotid byts ut mot en annan eller när två intilliggande nukleotider byter plats i en DNA-sträng. Punktmutationer är i allmänhet tysta mutationer. Frameshift-mutationer är dock allvarligare och kan i allmänhet inte repareras av cellen.